# 弦理論
弦理論（英語：String theory），又稱弦論，是发展中理論物理學的起始，是一在量子力學及相對論、微積分等相對發展完善後，試圖透過單一解釋的系統統一物質和基本相互作用的萬有理論。
弦理論雛形奠基於二十世紀中葉後半由加布里埃萊·韋內齊亞諾主張並提出，原始目的是找到詮釋強交互作用力之數學函數，但據此數學函數南部陽一郎博士發現可將不具空間之零維點粒子視為細小的弦，進而提出強子弦模型。弦論在一段時間不備受關注，除其複雜的高維度詮釋外，量子色動力學等場論早已能完美解釋強相互作用力。而後弦論被少數科學家發現其解釋若套用到重力則可以完美解釋關於重力無法納入大統一理論中的窘境，史稱第一次弦論革命，而後第二次弦論革命解決對偶性問題，正式與标准模型（2012年7月4日，CERN、LHC、CMS及ATLAS向量玻色子散射實驗雙盲共同發表成果發掘出的標準模型希格斯玻色子使其成為下述三大萬物理論最具權威性的理論）及環圈量子重力場論併肩成為大統一理論備受矚目的可能性選項，其嚴謹幻妙的數學式、不需重整化的構思及對稱性讓許多物理學家徜徉於其中。
弦理論用一段段“能量弦線”作最基本單位以说明宇宙里所有微观粒子如電子、夸克、微中子都由這一維的“能量線”所組成；換而言之，弦論主張“弦”以不同的振動模式對應到自然界的各種基本粒子。
較早時期所建立的粒子學說則是認為所有物質是由零維的點粒子所組成，也是目前廣為接受的物理模型，也很成功的解釋和預測相當多的物理現象和問題，但是此理論所根據的粒子模型卻遇到一些無法解釋的問題。比較起來，弦理論的基礎是波動模型，因此能夠避開前一種理論所遇到的問題。更深的弦理論學說不只是描述弦狀物體，還包含了點狀、薄膜狀物體，更高維度的空間，甚至平行宇宙。弦理論目前尚未能做出可以實驗驗證的準確預測。

## 發展歷史
弦理論的雛形是在1968年由加布里埃莱·韦内齐亚诺提出。有说法称，他原本是要找能描述原子核內的強作用力的數學函數，然後在一本老舊的數學書裡找到了有200年歷史的欧拉貝他函数，這函數能夠描述他所要求解的強作用力。但根據維內奇諾本人的說法，這個函數是他多年努力的結果，而那些“偶然發現”以及“從數學書中發現”的傳言令他本人很不高興。
不久後李奧納特·蘇士侃發現，這函數可理解為一小段類似橡皮筋那樣可扭曲抖動的有彈性的“線段”，這在日後則發展成“弦理論”。目前弦論學家普遍認為強子散射振幅公式是弦論的開端，此一公式即來自於Γ函數與B函數，描述两个强子一开始是两条弦，然后融合成一条，再分裂出两条。在这些弦扫过的区域稱為世界面，可以用量子力学算这整个过程的概率振幅。
另外，同在CERN工作的鈴木真彥（Mahiko Suzuki）幾乎同時而又獨立地查閱相關資料，並且也發現了貝他函数，當他將該消息告訴CERN的一位資深物理學家後，得到的回應卻是：「另一個年輕物理學家（即韦内齐亚诺）已經在幾個星期前發現了相同的函數。」並勸鈴木不要發表他的結果。
弦論除了可以解釋強作用力，也能消除點粒子的無窮大問題。由於粒子的交互作用可以用費曼圖描述，然而粒子的交互作用點卻等同於奇異點，換句話說，它會引起無窮大的問題。雖然量子場論中的重整化理論可以解決無窮大，然而在量子的微觀尺度，卻是充滿隨機的量子漲落，結構層次的改變將使得重整化無法適用。這是因為廣義相對論中傳遞重力的介質可以視為整體時空，當時空背景為量子尺度時，結構將會不穩定，且若將量子力學的計算方式強行套用在廣義相對論則會產生限制。因此，若用弦來描述粒子交互作用的費曼圖，基本上不會產生奇點，這是由於弦的運動軌跡是世界面。故弦論為量子重力的候選者，有望完成物理界所追求的萬有理論。
雖然弦理論最開始是要解出強作用力的作用模式，但是後來的研究則發現了所有的粒子（含反粒子），如正反夸克，正反電子（电子、正电子），正反微中子等等，以及四種基本作用力粒子（胶子、中间玻色子、光子、引力子），都能用类似方法表示成一小段的不停振动的能量弦線，而各種粒子彼此之間的差異只是這弦線的长度、振动参数和形狀的不同而已。

## 發展

### 玻色弦理论
最早期的弦论叫做玻色弦理论，南部阳一郎给予最早的作用量，但是该作用量在场论的框架内难以量子化。此后亚历山大·泊里雅科夫给予一个等效的作用量，其几何含义是把时空坐标视为一个世界面的标量场，并且在世界面上满足广义相对论的一般坐标变换规则。除此之外，如果要求这个作用量同时满足在外尔变化下不变，那么自然的会要求这个世界面是一个二维的曲面。
玻色弦理论是最简单的一个弦论的模型，它最重要的物理图像是认为物理粒子不是单纯的点粒子，而是由于弦的振动产生的激发态。显然它有很大的缺点，其一是它只简单描述标量玻色子，没有将费米子引入框架内；其二没有包含一般量子场论中的规范对称性；其三是当研究它的质量谱时候发现，它的真空态是一组质量平方小于零的不稳定快子。所有这些问题在推广到超弦理论后得到很好的解释。

### 開弦
1995年，加利福尼亚大学圣塔芭芭拉分校的约瑟夫·波尔钦斯基發現弦理论一个相当晦涩的特点。他发现开放的弦的端点（开弦）在陷在某些特别的时空区域时无法完全自由地移动。波尔钦斯基随后猜测这些特殊的空间正是被P膜所占据。这些“黏性”的膜就叫做狄利克雷-P-膜，或者D-P-膜。他的计算表明D-P-膜正是对弦端点施加的力的来源，目的是将其限制于其所存在的P维空间内。

### 閉弦
但不是所有的弦都属于P-膜。闭弦类似于引力子，可以随意在膜间移动。在四种力（强相互作用，弱相互作用，电磁相互作用和引力相互作用）的粒子中，引力子因此很特别。研究人员推测这或许就是为什么对其他三种力的研究都没有辦法找到高维空间的存在。这三种力的媒介粒子就是将它们自己限制在P膜裡的开弦。现阶段所需要做的就是对引力子进行更详实的研究来证明其他维度的空间的存在。

### 超弦理論
另外，“弦理論”這一用詞所指的原本包含26維的玻色弦理論，和加入超對稱性的超弦理論。在近日的物理界，“弦理論” 一般是專指“超弦理論”，為了方便區分，較早的“玻色弦理論”則以全名稱呼。
1990年代，受對偶性的啓發，愛德華·維頓造了個11維的M理論，把5種版本的10維超弦理論與11維超重力論推演成M理論的6個形。這些發現帶動了第二次超弦革命有數百篇論文出現。

### 弦理論與大統一理論
弦理論會吸引這麼多注意，大部分的原因是因為它很有可能會成為大統一理論。弦理論也可能是量子引力的解決方案之一，含有量很大。除了引力之外，它很自然的成功描述各式作用力，包含電磁力和自然界存在的其他各種作用力。超弦理論還包含組成物質的基本粒子之一的費米子。至於弦理論能不能成功的解釋基於目前物理界已知的所有作用力和物質所組成的宇宙，這還是未知數。至今研究員仍未能找到一個弦論模型，其低能極限為標準模型。

### 额外维
额外维是相对于「四维时空」而提出的一个概念，一般泛指的是理论在四维时空基础上扩展出来的其它维度。
爱因斯坦提出宇宙是空间加时间组成的「四维时空」。1926年，德国数学物理学家西奥多·卡鲁扎在四维时空上再添加一个空间维，也就是添加一个第五维，把爱因斯坦的相对论方程加以改写，改写后的方程式可以把当时已知的两种基本力即“电磁力”和“引力”很自然地统一在同一个方程中。至此，理论中存在额外添加的维度统称为“额外维”。超弦理论中是一维时间十维空间或十一维空间。

### D-膜
由于超弦理论的时空维数为10维，所以很自然的可以认为有6个额外的维度需要被紧化。当对闭弦紧化时，可以发现所谓的T对偶；而对开弦紧化则可以发现开弦的端点是停留在这些超曲面上的，并且满足狄利克雷边界条件。所以这些超曲面一般被称为「D膜」。
研究員稱D膜的動力學為「矩陣理論」（M理论），是為「M」字來源之一。

## 物理或是哲學
在未獲實驗證實之前，不能完全算是物理學。無法獲得實驗證明的原因之一是目前尚沒有人對弦理論有足夠的了解而做出正確的預測，另一個則是目前的高速粒子加速器還不夠強大。
科學家們使用目前的和正在籌備中的新一代的高速粒子加速器試圖尋找超弦理論裡主要的超對稱性學說所預測的超對稱粒子。但是就算是超粒子真的找到了，這仍不能算是可以證實弦理論的強力證據，因為那也只是找到一個本來就存在於這個宇宙的粒子而已，不過這至少表示研究方向還不是錯誤的。

## 问题与争论
虽然历史上，弦理论是物理学的分支之一，但仍有一些人主张，弦理论目前不可实验的情况，意味着它应该（严格地说）被更多地归为一个数学模型而非科学。一个有效的理论，必须通过实验与观察，并被经验地证明。不少物理学家们主张要通过一些实验途径去证实弦理论。一些科学家希望借助歐洲核子研究組織的大型强子对撞机，以获得相应的实验数据——尽管许多人相信，任何关于量子引力的理论都需要更高数量级的能量（弦理論預測約1034 焦耳的能量可以打開所有維度）来直接探查。此外，弦理论虽然被部分物理學家认同，但它拥有非常多的等可能性的解决方案。因此，一些科学家主张弦理论或许不是可证伪的，并且没有预言的力量。
由于任何弦理论所作出的那些与其他理论都不同的预测都未经实验证实的，该理论的正确与否尚待验证。为了看清微粒中弦的本性所需要的能量级，要比目前实验可达到的高出许多。弦理论具有很多在数学上很有意思的特征（features of mathematical interest）并自然地包含了标准模型的大多数特性，比如非阿贝尔群与手徵性费米子（chiral fermions）。因为弦理论在可预知的未来可能难以被实验证明，一些科学家问，弦理论甚至是否应该被叫做一个科学理论。它现在还不能在波普尔的哲学含义中被证伪。但这也暗示了弦理论更多地被看做建设模型的框架。在同样的形式中，量子场论是一个框架。
弦理论的思想为物理学带来了一个建议上超越标准模型的巨大影响。例如，虽然超对称性是组成弦理论的重要一部分，但是那些与弦理论没有明显联系的超对称模型，科学家们也有研究。因此，如果超对称性在大型强子对撞机中被侦测到，它不会被看做弦理论的一个直接证明。然而，如果超对称性未被侦测出，由于弦理论中存在只有以更加更加高的能量才能看出超对称性的真空，所以它的缺乏不会证明弦理论是错误的。相反，如果日食期间观测到太阳的引力未使光按预测的角度偏转，那么爱因斯坦的广义相对论将被证明是错误的。实验证明了广义相对论的正确性。
在更数学的层次上，另一个问题是，如同很多量子场论，弦理论的很大一部分仍然是微扰地（perturbatively）用公式表达的（即为对连续的逼近，而非一个精确的解）。虽然非微扰技术有相当大的进步——包括猜测时空中满足某些渐进性的完整定义—— 仍然缺乏一个非微扰且充分的理论定义。
物理学中，弦理论有关应用的一个中心问题是，弦理论最好的理解背景保存着大部分从“时不变的时空”得出的超对称性潜在理论：目前，弦理论无法处理好时间依赖与宇宙论背景的问题。
前面提到的两点涉及一个更深奥的问题：在弦理论目前的构想中，由于弦理论对背景的依赖——它描述的是关于固定时空背景的微扰膨胀，它可能不是真正基础的。一些人把背景獨立（background independence）看做对于一个量子重力理论的基础要求；自从广义相对论已经是背景独立的以来，尤其如此。弦論最致命弱點是它需要極高時空維度如11維度才能成立，與我們的四維時空不符，卡魯扎-克萊因理論是五維理論就因與四維時空不符而被拋棄，弦論的超高維度更是匪夷所思，尤其值得注意的是廣義和狹義相對論都是四維時空理論，11維的弦論能否和相對論相容令人懷疑，另外弦論預測的重力子和超伴子等在LHC 等實驗觀測一無所獲，因此弦論使學界深深懷疑。
1979年諾貝爾獎得主、美國物理學家謝爾登·格拉肖（Sheldon Lee Glashow）是超弦理論的懷疑者，因為其不能提供實驗可檢驗的預言。他曾經試圖阻止超弦理論家進入哈佛大學物理系，但是哈佛大學還是接受了超弦理論，於是他選擇了離開。在約十分鐘《弦論這件事》（《優雅的宇宙》第二部分）的採訪中，他認為超弦是一門與物理沒有關係的學科，並且說：「...你可以把它稱為腫瘤...」

## 资料来源
1. ↑  加来道雄. . 上海世纪出版集团. 2009. ISBN 978-7-5428-4804-8 （中文（中国大陆））.
2. ↑  Y. Nambu, Lecture at the Copenhagen summer symposium (1970).
3. ↑  M. R. Douglas,Are There Testable Predictions of String Theory? February 2007 Texas A&M

物質放大呈現不同階段，終結於弦階段：
①物質
②分子結構（原子）
③原子（質子、中子、電子）
④電子
⑤夸克
⑥弦

4. ↑  见e.g. E. Kiritsis, String theory in a nutshell. Introduction to Modern String theory, Princeton University Press, Princeton, N.Y. (2007)
5. ↑  S. Kachru, R. Kallosh, A. Linde and S. P. Trivedi, de Sitter Vacua in String Theory （页面存档备份，存于）, Phys.Rev.D68:046005,2003
6. ↑  .   [2008-08-06]. （原始内容存档于2012-11-05）.
7. ↑  P. Woit (Columbia University) String theory: An Evaluation （页面存档备份，存于）,February 2001, e-Print: physics/0102051
8. ↑  P. Woit, Is String Theory Testable? （页面存档备份，存于） INFN Rome March 2007
9. ↑  .   [2021-09-30]. （原始内容存档于2019-09-18）.
10. ↑  Prominent critics include Philip Anderson ("string theory is the first science in hundreds of years to be pursued in pre-Baconian fashion, without any adequate experimental guidance", New York Times, 4 January 2005), Sheldon Glashow ("there ain't no experiment that could be done nor is there any observation that could be made that would say, `You guys are wrong.' The theory is safe, permanently safe", NOVA interview （页面存档备份，存于）),  Lawrence Krauss ("String theory [is] yet to have any real successes in explaining or predicting anything measurable", New York Times, 8 November 2005), Peter Woit (see his blog （页面存档备份，存于）, article （页面存档备份，存于） and book "Not Even Wrong", ISBN 978-0-224-07605-0) and Carlo Rovelli (see his Dialog on Quantum Gravity （页面存档备份，存于）)
11. ↑  David Gross, Perspectives （页面存档备份，存于）, String Theory: Achievements and Perspectives - A conference